# Olney (Montana)
Olney es un lugar designado por el censo ubicado en el condado de Flathead en el estado estadounidense de Montana. En el Censo de 2010 tenía una población de 191 habitantes y una densidad poblacional de 54,83 personas por km².

## Geografía
Olney se encuentra ubicado en las coordenadas 48°32′49″N 114°34′21″O / 48.54694, -114.57250. Según la Oficina del Censo de los Estados Unidos, Olney tiene una superficie total de 3.48 km², de la cual 3.45 km² corresponden a tierra firme y (1.04%) 0.04 km² es agua.

## Demografía
Según el censo de 2010, había 191 personas residiendo en Olney. La densidad de población era de 54,83 hab./km². De los 191 habitantes, Olney estaba compuesto por el 91.1% blancos, el 0% eran afroamericanos, el 0.52% eran amerindios, el 0% eran asiáticos, el 0% eran isleños del Pacífico, el 3.14% eran de otras razas y el 5.24% pertenecían a dos o más razas. Del total de la población el 6.28% eran hispanos o latinos de cualquier raza.